# منير بوقديدة
منير بوقديدة مواليد 24 أكتوبر 1967 في سوسة، هو لاعب كرة قدم تونسي دولي سابق كان يلعب كمدافع. سبق له أن لعب في كأس العالم لكرة القدم مع منتخب بلاده. لعب خلال مسيرته 246 مباراة سجل خلالها 9 أهداف.

## روابط خارجية
- منير بوقديدة على موقع قاعدة بيانات كرة القدم.إي يو (الإنجليزية)
- منير بوقديدة على موقع ناشيونال فوتبول تيمز (الإنجليزية)